# Cité Universitaire (stanice RER v Paříži)
Cité universitaire je nádraží příměstské železnice RER v Paříži, které se nachází ve 14. obvodu mezi parkem Montsouris a Cité universitaire. Slouží pro linku RER B. Přímo před hlavním vstupem na boulevardu Jourdan byla 16. prosince zprovozněna stanice tramvajové linky 3.

## Historie
Nádraží vzniklo na lince železniční společnosti Paris-Orléans vedoucí do města Sceaux, která byla zprovozněna 7. června 1846. Nádraží bylo otevřeno v roce 1891 při přestavbě trati na běžný rozchod. Původní název stanice byl Sceaux-Ceinture, neboť se zde přestupovalo mezi tratěmi Sceaux a Petite Ceinture. Nádraží bylo postaveno na povrchu, ale železniční koleje byly položeny do vyhloubeného příkopu, aby mohly podcházet městské hradby. Dnešní budova byla postavena v roce 1936. Od roku 1938 trať převzala Compagnie du Métropolitain de Paris (Společnost pařížského metra). Pro linku RER B začalo nádraží sloužit 9. prosince 1977.